# Agnieszka (2014)
Agnieszka ist ein deutsch-polnischer Spielfilm aus dem Jahr 2014. Welturaufführung war am 10. Oktober 2014 auf dem Internationalen Filmfestival Warschau, die Deutschlandpremiere fand am 23. Oktober 2014 auf den Hofer Filmtagen statt.

## Handlung
Nachdem Agnieszka für ihren damaligen Freund fünf Jahre im Gefängnis saß, stiehlt sie im Haus ihres Vaters Geld für einen Neuanfang in Deutschland, verspricht ihrem jüngeren Bruder, ihn bald nachzuholen und nimmt Rache an ihrem Ex.
Sie kommt in München an und lernt dort die alternde ehemalige Ballerina „Madame“ kennen, die ihr nach einer kleinen „Arbeitsprobe“ eine Stelle als Domina in ihrem Escort-Service anbietet.
Sie braucht keine Einarbeitung, denn das Leben hat sie Härte gelehrt. Agnieszka wird bald zu Madames bestem „Krokodilchen“ und so etwas wie eine Ziehtochter.
Doch dann trifft sie auf den 16-jährigen Manuel, der von ihr beeindruckt ist und sich zu ihr hingezogen fühlt. Zunächst hält sie ihn auf Abstand, schließlich lässt sie sich auf ihn ein, sodass eine fragile Freundschaft entstehen kann. Als sie ihm erzählt, dass sie ihren Lebensunterhalt damit bestreitet, Männern „in die Eier“ zu treten, bringt er sie auf seinem Motorroller zu ihren Kunden und holt sie auch wieder ab. Madame verliert zunehmend die Kontrolle über ihre beste Domina und torpediert die Freundschaft der beiden.
Nachdem ein Kunde Agnieszka schwer misshandelt, stößt sie Manuel brutal von sich, weil sie glaubt, sie bringe ihm nur Ärger. Dann konfrontiert sie ihren Peiniger in dessen Haus vor den Augen seiner Ehefrau und erfährt von ihm, dass der Übergriff mit „Madame“ abgesprochen war. Nun geht sie daran, ihre Beziehungen neu zu ordnen.

## Rezeption

### Kritiken
Deutschsprachige Kritiker nahmen den Film positiv auf. Sie sahen ein „nüchternes, fast dokumentarisch anmutendes Sozialdrama“ „über den Neuanfang einer polnischen Immigrantin in Deutschland“, das „ohne ausschweifende Dialoge und viele Worte“ auskomme.
Regisseur Rudzik zeichne „mit harten realistischen Bildern“ nicht nur die Charaktere, sondern auch ihr „Milieu authentisch“ und zeige, dass er ein Talent dafür habe, „originelle Szenen zu erfinden, in denen sich die Persönlichkeiten und Gefühlszustände der Protagonisten oft schlagartig“ offenbarten. Er inszeniere „hochdramatische Szenen, wobei er Gewalt und Sexualität nicht plakativ darstellt, sondern erfindungsreich andeutet“. Damit zeige er das „Immigranten-Schicksal aus einer ganz eigenwilligen, spannenden Perspektive“.
Karolina Gorczyca trage den Film, indem sie „die stete innere Anspannung ihrer Figur hinter stoisch ernster Miene fühlbar“ mache.
Die Filmmusik sei „diskret eingesetzt“ und „angenehm unaufdringlich“.

### Auszeichnungen
- Sehsüchte Potsdam 2015: Bestes Schauspiel für Karolina Gorczyca[6]
- Bayerischer Filmpreis 2015 Pierrot, Bester Nachwuchsregisseur[7]
- Prädikat der Deutschen Film- und Medienbewertung (FBW) 2014: besonders wertvoll[4]

## Verweise
- Agnieszka bei tomasz-rudzik.de
- Agnieszka bei IMDb
- Agnieszka bei filmportal.de